# First City Tower
First City Tower es un rascacielos situado en Houston, Texas, Estados Unidos. El edificio tiene una altura de 662 pies (202 m). Contiene 49 plantas, y fue completada en 1981. First City Tower es actualmente el 14º edificio más alto de Houston. Los arquitectos que diseñaron el edificio fueron Morris-Aubry, y fue construido por W. S. Bellows Construction Corporation. Es un ejemplo de arquitectura postmoderna. La torre, que albergó antiguamente la sede del extinto First City National Bank, sirve en la actualidad como sede global de Waste Management, Inc, y Vinson & Elkins. También contiene la sede estadounidense del Campus Living Villages.
El edificio tiene 1 300 000 ft² (120 000 m²) de espacio de oficinas de clase A. El edificio se caracteriza por sus distintivos retranqueos con forma de escalera en las fachadas norte y sur, y se compone mayoritariamente de aluminio y cristal tintado de verde. Este diseño pretende respresentar la letra "F" del promotor y mayor ocupante del edificio, First City Bank, que fue fundado por abogados del bufete internacional Vinson & Elkins. First City Tower fue construida en diagonal respecto a la principal cuadrícula de calles norte-sur de Houston, lo que da la impresión de que la estructura tiene una superficie más grande de la que tiene realmente.

## Historia
Morris Architects diseñó First City Tower, que abrió en 1981. JMB Realty porseía un tercio del edificio desde finales de la década de 1980. En 2003, JMB Realty compró First City Tower y un aparcamiento de 10 plantas, que alberga el Houston Club, por una cantidad de 114 millones de dólares según informó el Houston Business Journal. En 2002 Waste Management, Inc., Vinson & Elkins, y Ocean Energy Inc. eran los principales ocupantes e Insignia/ESG, el administrador, también era inquilino. En octubre de 2002, el edificio se convirtió en el primero de Houston en implementar un centro interior de recepción de mensajería para proporcionar un punto central de recogida para todas las entregas y envíos de sus varios inquilinos. En 2003, el mayor ocupante era Vinson & Elkins, que había renovado en ese año su alquiler hasta 2020. En 2004, Ocean Energy, tras ser adquirida por Devon Energy, desocupó 250 000 ft² (23 000 m²) de espacio en First City Tower. En 2004, comenzaron las renovaciones de la torre. FC Tower Property Partners, el propietario y sociedad limitada operada por un afiliado de JMB Realty, seleccionó a Morris Architects para diseñar los espacios públicos de la torre. CB Richard Ellis, el administrador del edificio, supervisó la construcción. Se colocaron adoquines y macetas de granito en las plazas norte y sur. Las columnas de la entrada se revistieron en acero inoxidable. Se erigió un monumento de caliza en la intersección de las calles Fannin y Lamar, mostrando la dirección y ocupantes de First City Tower. Se añadió un jardín privado, usado por los ocupantes para celebrar actuaciones y recepciones. En noviembre de 2010, SSY Chemicals alquiló espacio en el edificio. En enero de 2011, Black Stone Minerals renovó el alquiler de su sede en First City Tower y expandió su espacio en 13 119 ft² (1219 m²), dándole un total de 55 082 ft² (5117 m²).